# Église Saint-Aubin d'Auquainville
L'église Saint-Aubin d'Auquainville dite aussi chapelle Saint-Aubin d'Auquainville est une église catholique située à Auquainville, en France.

## Localisation
L'église est située dans le département français du Calvados, sur la commune nouvelle de Livarot-Pays-d'Auge depuis le 1er janvier 2016. Les communes d’Auquainville et de Saint-Aubin-sur-Auquainville ont été regroupées en 1831 . L’église est située à proximité de Fervaques, sur un plateau qui domine la Touques. Un petit cimetière entoure l’édifice.

## Historique
L’édifice actuel est l’église paroissiale de l’ancienne commune de Saint-Aubin-sur-Auquainville avant son rattachement à Auquainville durant la Monarchie de Juillet.
L'église, après 1831, sert de chapelle funéraire à la famille de Custine . Astolphe de Custine, auteur de La Russie en 1839, y est inhumé. Le cimetière est réservé aux donateurs de l’édifice. 
L’église est dédiée à saint Aubin. Un autel latéral porte une statue de saint Quentin, et un pèlerinage à ce saint avait lieu ici jusqu’en 1970. Saint Quentin et saint Aubin étaient invoqués pour guérir certains problèmes de santé comme la toux ou la coqueluche.
L'édifice date du XVe et XVIIIe. Le chevet plat plaide en faveur d’un édifice primitif du bas Moyen Âge.
Les fenêtres sont refaites au XVIIIe. Des travaux ont peut-être également affecté le chœur au XIXe.
L'édifice est inscrit au titre des monuments historiques le 4 octobre 2007. 
Une restauration importante au début du XXIe a porté sur la toiture, charpente et couverture, afin de la protéger des intempéries. La toiture de la nef de l’édifice était protégé en partie par une simple bâche.
Des remontées d'humidité par capillarité affectaient l’édifice jusqu’à une hauteur proche d’1,50 m. 
Des travaux réalisés en 2009 avec l'aide de La Sauvegarde de l'art français qui accorde une somme de 10 000 € permettent de régler certains problèmes. 
Des restaurations intérieures restaient nécessaires après 2009.  En 2012 une subvention de 1 410 € est accordée sur réserve parlementaire afin de restaurer une partie du mobilier de l’église, le maître-autel, les autels latéraux et les chandeliers.
L'édifice est fermé la plupart du temps.

## Description

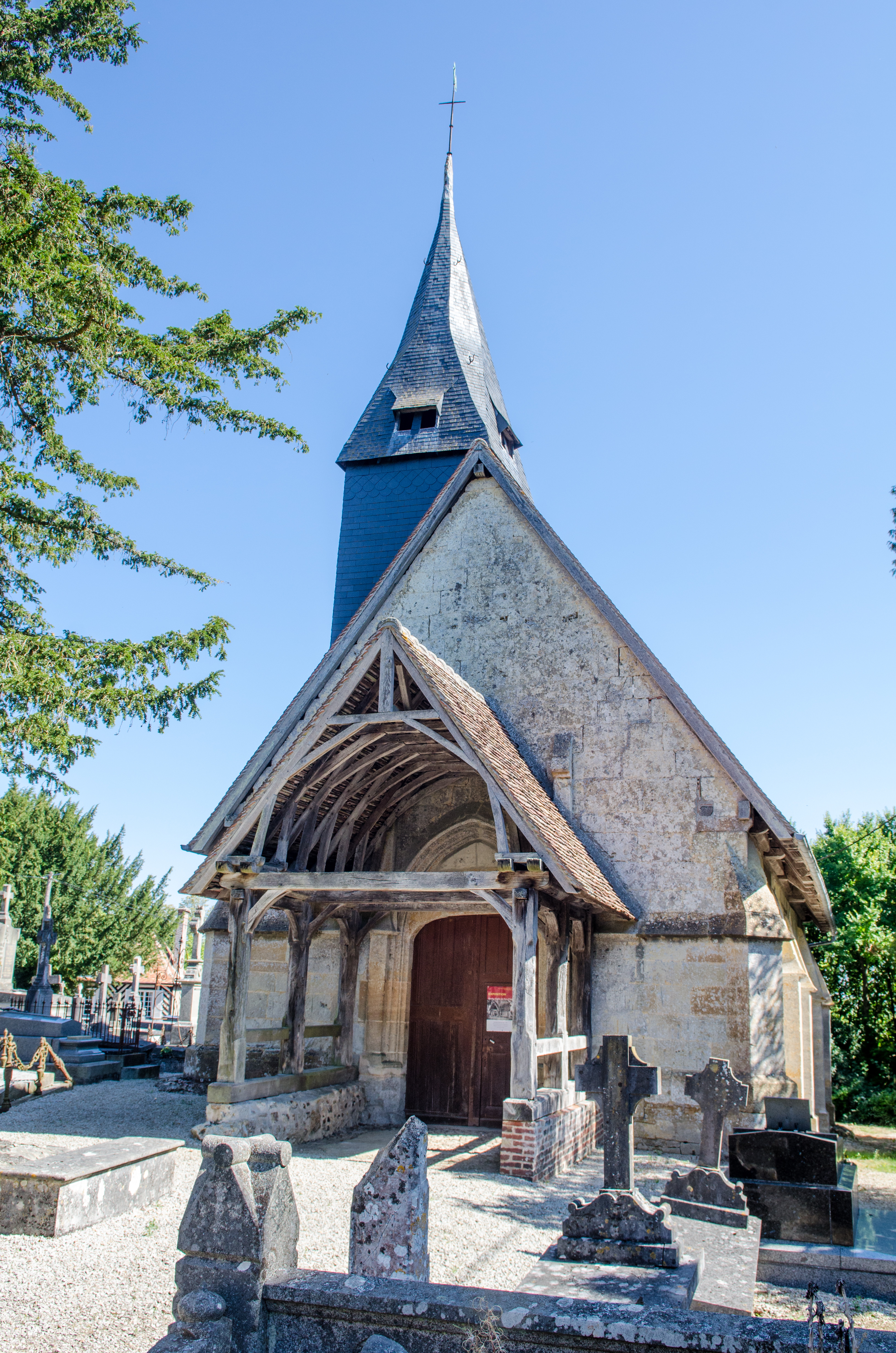
Église Saint-Michel de Saint-Michel-de-Livet qui possède encore son porche en bois qui était sans doute présent à Saint-Aubin d'Auquainville.

L’église a une longueur de 21 mètres. Le clocher est muni d’ardoises et la nef de tuiles. L’édifice possède une seule nef et un clocher est installé en façade.
L’édifice possédait peut-être un porche comme dans l’Église Notre-Dame d'Ouilly-le-Vicomte ou à l’Église Saint-Michel de Saint-Michel-de-Livet mais aucune trace n’en subsiste désormais.
Le chœur est long de 7 mètres et large de 6 mètres.
Les fenêtres du XVIIIe possèdent une alternance de pierres et de briques roses de Saint-Germain-de-Livet. Des fenêtres ont été anciennement obturées, dans la façade et aussi dans le chœur.
Une  sacristie de calcaire et de briques est adossée au mur sud de la nef.
L'édifice a conservé son mobilier intérieur et « la totalité de son agencement ancien ».